# Tlen (film)
Tlen – rosyjski dramat w formie musicalu z 2009 roku w reżyserii Iwana Wyrypajewa.

## Obsada
- Karolina Gruszka jako Sańka
- Aleksiej Filimonow jako Saniok
- Warwara Wojeckowa

## Nagrody
- Tlen – lista nagród w bazie IMDb (ang.) - www.imdb.com